# Izabela Navarska, grofica Armagnaca
Izabela Navarska (španjolski: Isabel; 1395. – 31. kolovoza 1450.) bila je navarska infanta, jedna od kćeri kralja Karla III. Plemenitoga i njegove supruge Leonore te unuka Henrika II. Kastiljskog. Ivana i Blanka bijahu Izabeline sestre.
Izabelin muž bio je Ivan IV., grof Armagnaca. Ivan se oženio Izabelom 10. svibnja 1419. godine – to je Ivanu bio drugi brak. Par je imao tri kćeri i dva sina: Mariju, Ivana, Eleonoru, Karla I. i Izabelu.
Ivan od Armagnaca je umro nakon Izabele, premda iste godine. Sin Ivan naslijedio je oca. 